# Relacions entre Angola i Namíbia
Les relacions entre Angola i Namíbia es refereix a les relacions bilaterals històriques i actuals entre la República d'Angola i la República de Namíbia.
En 1999 Namíbia va signar un pacte de defensa mútua amb el seu veí septentrional Angola. Això va afectar la Guerra Civil angolesa que estava en marxa des de la independència d'Angola l'any 1975. El partit governant de Namíbia, SWAPO, va buscar el suport del partit governant a Angola, MPLA, contra el moviment rebel UNITA, el bastió del qual es trobava al sud d'Angola, a la frontera amb Namíbia. El pacte de defensa va permetre a les tropes d'Angola utilitzar el territori de Namíbia per atacar les forces de Jonas Savimbi.
L'aliança entre SWAPO i el MPLA es va forjar durant la dècada de 1960, mentre Angola i Namíbia tractaven d'enderrocar als règims colonials (Imperi Portuguès i apartheid sud-africà). La Guerra de la frontera de Sud-àfrica va coincidir amb la Guerra Civil angolesa durant gairebé 25 anys. A Angola el govern del MPLA a UNITA, qui comptava amb el suport de Sud-àfrica. A Namíbia, el SWAPO, llavors un moviment rebel, estava lluitant per la independència. Com que el MPLA i el SWAPO compartien una ideologia comú i tenien un enemic comú a Sud-àfrica, acabaren cooperant.
La guerra civil angolesa provocà l'èxode a Namíbia d'un gran nombre de refugiats angolesos. En 2001 hi havia uns 30.000 refugiats angolesos a Namíbia. La calma de la situació a Angola ha fet possible que molts retornessin a la seva llar amb ajuda de l'Alt Comissionat de les Nacions Unides per als Refugiats, i en 2004 només 12.600 quedaven a Namíbia. Molts d'ells vivien al camp de refugiats d'Osire vora Otjiwarongo.